# Cámara Baja

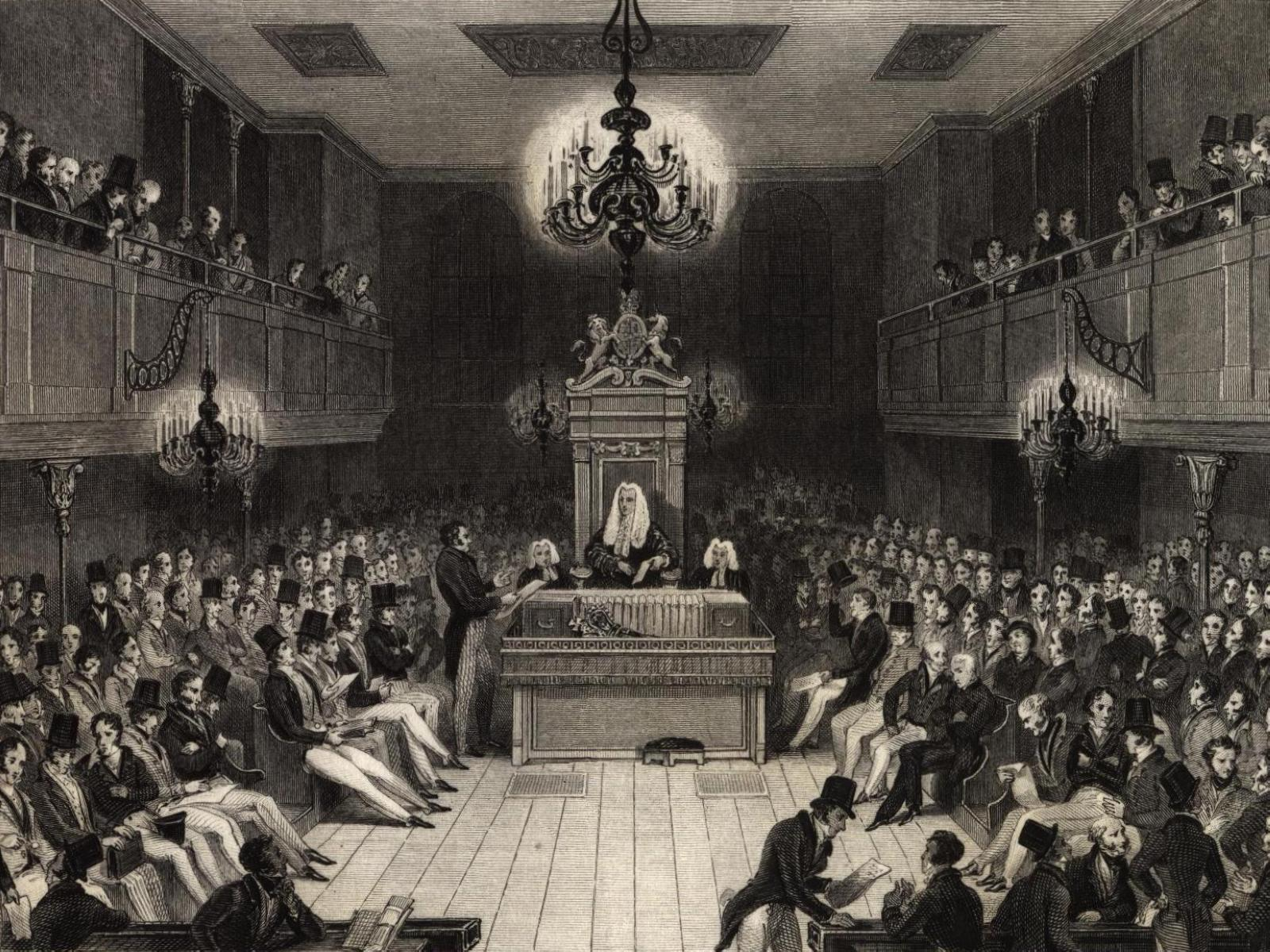
Cámara de los Comunes 1834.

La Cámara Baja es, en las asambleas bicamerales, uno de los dos órganos que componen el poder legislativo. Sus facultades varían según la forma de gobierno y particularidades de cada país, así como su composición. Dicha denominación es en la mayoría de los casos convencional, pues no es usual que se utilice dicha denominación de forma oficial.
Por lo general es un órgano cuyos miembros son elegidos directamente por la totalidad de los votantes y que, a su vez, los representan. Se diferencia de una Cámara Alta, que puede estar compuesta por representantes de entidades subnacionales (como en Estados Unidos o Suiza), tener miembros hereditarios (como en el Reino Unido), tener miembros designados por el poder ejecutivo (como en Canadá), o contar con miembros elegidos indirectamente (como en Francia) o por sistemas mixtos (como en España).
Aunque históricamente se originó como un órgano de menores facultades que su contraparte (de ahí la denominación de «baja»), en la actualidad tiene poderes que son igual o incluso más importantes que los de la Cámara Alta.

## Atributos comunes
En comparación con la Cámara alta, las cámaras bajas frecuentemente presentan ciertas características:

### Potestades
En un sistema parlamentario :
- Normalmente cuenta con mucho más poder, por lo general basado en restricciones en contra de la Cámara Alta.
- Es capaz de anular las decisiones de la Cámara Alta en algunos aspectos.
- Puede votar moción de censura contra el gobierno. (Las excepciones son Australia, donde el Senado tiene un considerable poder, aproximadamente igual al de la Cámara de Representantes; e Italia, donde el Senado tiene exactamente los mismos poderes que la Cámara de Diputados.)

En un sistema presidencial:
- Cuenta con algunas facultades menos que la Cámara Alta.
- Cuenta con el poder exclusivo de acusar al ejecutivo (la Cámara Alta adelanta el juicio político).

### Diferencias con la Cámara Alta
- Sus miembros son siempre elegidos directamente, mientras que la Cámara Alta puede ser elegida directamente, indirectamente o designados.
- Sus miembros pueden ser elegidos con un sistema de votación diferente de la Cámara Alta.
- Normalmente las divisiones administrativas están mejor representadas que en la Cámara Alta; la representación es generalmente proporcional a la población.
- Son elegidos con más frecuencia.
- Sus miembros son elegidos todos a la vez, y no por períodos escalonados.
- En un sistema parlamentario, puede ser disuelto por el ejecutivo.
- Usualmente cuenta con más miembros que la Cámara Alta.
- Generalmente tiene el control total o inicial sobre el presupuesto y las leyes monetarias.
- Menor edad para el sufragio pasivo en comparación a la Cámara Alta.

## Denominaciones

### Nombres comunes
Muchas de las cámaras bajas se denominan de la siguiente manera: 
- Cámara de Diputados
- Cámara de Representantes
- Cámara de la Asamblea
- Cámara de los Representantes
- Cámara de los Comunes
- Cámara de Delegados
- Asamblea Legislativa
- Asamblea Nacional
- Asamblea de dieta

### Nombres únicos
- Lok Sabha (India)
- Dewan Rakyat Perwakilan (Indonesia)
- Dewan Rakyat (Malasia)
- Congreso de los Diputados (España)
- Mazhilis (Kazajistán)
- House of Keys (Sala de Referencias) (Isla de Man)
- Sejm (República de Polonia) (que no debe confundirse con el Gran Sejm)
- Duma Estatal (Rusia)
- Tweede Kamer (Sala Segunda) (Países Bajos)
- Bundestag (Alemania)
- Pyithu Hluttaw (Myanmar)
- Odelsting (Noruega)
- Edunskuta (Finlandia)
- Riigikogu (Estonia)
- Soviet de la Unión (Unión Soviética)
- Seimas (Lituania)

## Órganos

### España
El Congreso de los Diputados está compuesto por : 
- Pleno y Diputación Permanente
- Presidencia
- Mesa
- Junta de Portavoces
- Comisiones